# (500280) 2012 PU10
(500280) 2012 PU10 es un asteroide perteneciente al cinturón de asteroides, descubierto el 9 de agosto de 2012 por el equipo del Pan-STARRS desde el Observatorio de Haleakala, Hawái, Estados Unidos.

## Designación y nombre
Designado provisionalmente como 2012 PU10.

## Características orbitales
2012 PU10 está situado a una distancia media del Sol de 3,082 ua, pudiendo alejarse hasta 3,226 ua y acercarse hasta 2,938 ua. Su excentricidad es 0,046 y la inclinación orbital 10,60 grados. Emplea 1976,83 días en completar una órbita alrededor del Sol.
El próximo acercamiento a la órbita terrestre se producirá el 10 de julio de 2034.

## Características físicas
La magnitud absoluta de 2012 PU10 es 16,6.